# أتلتيكو طنجة
 نادي أتلتيكو طنجة هو نادٍ رياضي مغربي من مدينة طنجة. تأسس سنة 2000 وكان يسمى نجم ديوهارست  نسبة للشركة التي كانت تموله بالكامل. استطاع النادي أن يكتسب  قاعدة جماهيرية كبيرة في المدينة ليصبح النادي الثاني لمدينة طنجة بامتياز، وإزدادت شعبيته أكثر بعد صعوده إلى القسم المغربي الثالث، وليصبح بذلك قريبا من الأقسام العليا في المغرب التي تعرف تنافسية أكبر. رغم النتائج الجيدة نسبيا للنادي إلا أنه لم يحض بالدعم الكافي من سلطات مدينة طنجة التي فضلت مساندة نادي اتحاد طنجة وتجاهل أندية الأقسام الشرفية مما أدى إلى إيقاف شركة ديوهارست  دعمها بالكامل سنة 2006، من أبرز نتائج انسحاب الشركة تغيير اسم النادي من نجم ديوهارست  إلى أتليتكو طنجة Club Atletico Tanger باللغة الإسبانية نظرا للشعبية الكبيرة التي تتمتع بها الكرة الإسبانية شمال المغرب.

## شعار النادي

شعار أتلتيكو مدريد الذي كان مصدر إلهام مصممي شعار أتلتيكو طنجة.
شعار أتلتيكو طنجة المشابه لشعار أتلتيكو مدريد

## وصلات خارجية
- (بالعربية) موقع اتحاد طنجة
- (بالعربية) موقع البطولة كوم المختص بأخبار الدوري المغربي.
- (بالعربية) موقع جريدة المنتخب المغربية المتخصصة في أخبار الرياضة المغربية
- (بالفرنسية) الموقع الرسمي للقناة الرياضية المغربية